# Šikulje (Lukavac)
Pour les articles homonymes, voir Šikulje.
Šikulje (en cyrillique : Шикуље) est un village de Bosnie-Herzégovine. Il est situé dans la municipalité de Lukavac, dans le canton de Tuzla et dans la fédération de Bosnie-et-Herzégovine. Selon les premiers résultats du recensement bosnien de 2013, il compte 386 habitants.

## Démographie

### Évolution historique de la population
| 1948 | 1953 | 1961 | 1971 | 1981 | 1991 | 2013 |
| ---- | ---- | ---- | ---- | ---- | ---- | ---- |
| -    | -    | 559  | 488  | 544  | 576  | 386  |

|  |

### Communauté locale
En 1991, la communauté locale de Šikulje comptait 884 habitants, répartis de la manière suivante :